# Setouchi (Kagoshima)
Ne pas confondre avec la ville de Setouchi dans la préfecture d'Okayama.
Setouchi (瀬戸内町, Setouchi-chō) est un bourg du district d'Ōshima, dans la préfecture de Kagoshima au Japon.

## Géographie

### Situation
Setouchi est situé dans la partie méridionale de l'île d'Amami, ainsi que sur les îles de Kakeroma, Uke et Yoro au Japon.

### Démographie
Au 1er novembre 2014, la population de Setouchi s'élevait à 9 136 habitants répartis sur une superficie de 239,95 km2.